# Maria Madlener

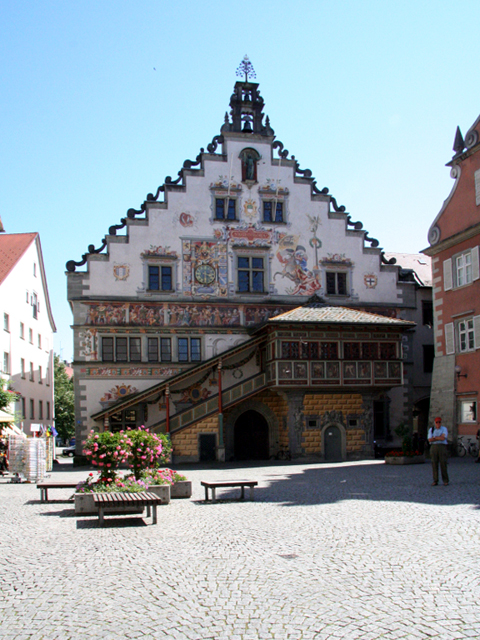
Altes Rathaus

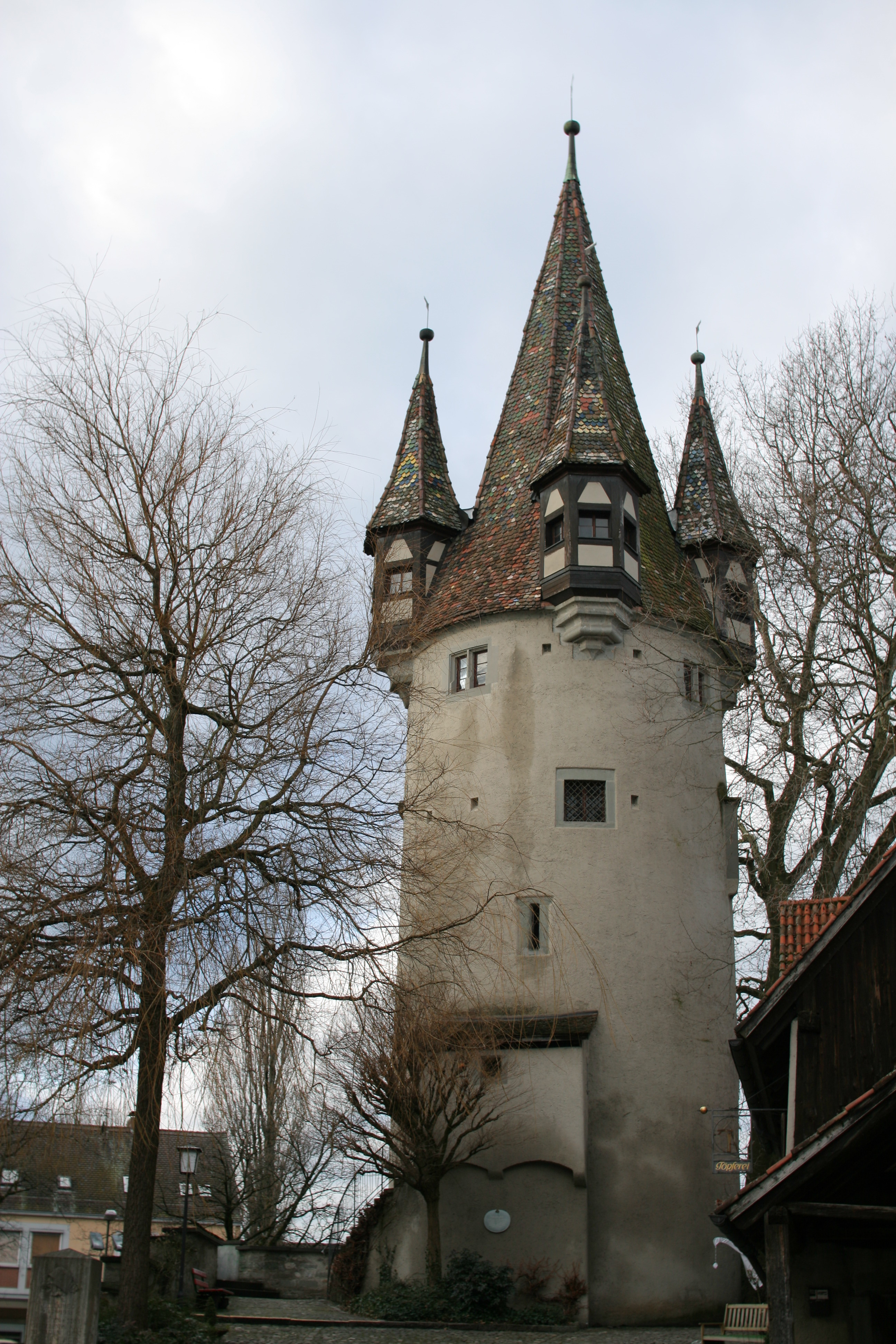
Diebsturm in Lindau

Maria Madlener (die Madlenerin) († 4. August 1730 in Lindau), war eine deutsche Magd, die der Unzucht, der Kindstötung und der Hexerei angeklagt und als letztes Opfer der Hexenverfolgung in Lindau am 4. August 1730 hingerichtet wurde. Sie war die dritte Tochter von Conrad Madlener (1668–1709) und Beatrix Schmid (1659–1731), die seit 1689 verheiratet waren und sieben Kinder hatten. Von Maria werden zwei Schwangerschaften berichtet, aber die Kinder überlebten nicht.

## Hexenprozesse Lindau
Von 1445 bis 1761 waren in Lindau 18 Personen in Hexenprozessen angeklagt. Neun Angeklagte wurden hingerichtet oder starben in der Haft.

## Vorwürfe gegen Maria Madlener
Als Anklagepunkte wurden in ihrem Prozess Unzucht, Kindermord, Hexerei und Gotteslästerung geäußert. Zunächst wurde die Magd Maria Madlener aufgrund von Denunziationen nach Vorermittlungen der Stadt zu Beginn des Jahres 1730 verhaftet und in dem Stadtgefängnis an der Nordseite des Rathauses inhaftiert. Ihr wurde eine voreheliche Schwangerschaft vom Sommer 1729 vorgeworfen. Im Verhör nannte sie den 20-jährigen Knecht Hans Michael Helmenstorffer von Streitelsfingen als Vater. Voreheliche Schwangerschaft bedeutete Schande und Entlassung. Maria hatte versucht, die Schwangerschaft abzubrechen.
Von Januar bis März wurde Maria Madlener fast täglich verhört. Nach scharfem Zuspruch gestand sie unter Androhung von Folter, sie hätte Unzucht getrieben mit zwölf Männern, die z. T. der gehobenen Bürgerschicht der Stadt angehörten. Die beschuldigten Männer wurden verhört und einige zu einer hohen Geldstrafe verurteilt.
Ein weiterer Vorwurf war, dass sie bereits 1720 während der Fastnachtstage in einem Wirtshaus im Dorf Mattonhausen (Mattenhaus) bei Waldsee ein Kind zur Welt gebracht hätte, das im Anschluss dort gestorben wäre. Die dortigen Wirtsleute gaben belastende Aussagen ab. Angesichts dieser öffentlichen Schande hätte ihre Familie sie abgewiesen, und ihr Bruder Ulrich hätte gedroht, sie zu erschlagen.

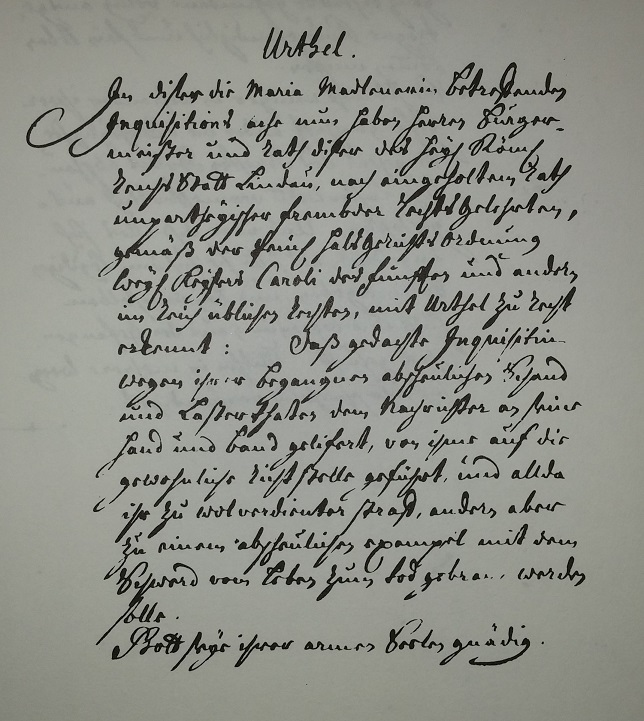
Urteil 1730 gegen Maria Madlener: Stadtarchiv Lindau, A III 57,7 (Reichsstädtische Akten)

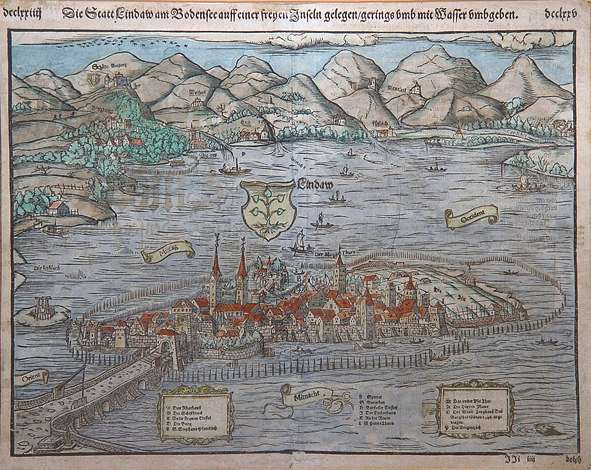
Die Galgeninsel, Lindauer Stadtansicht aus dem 16. Jh.

## Prozess, Folter und Hinrichtung
Manchmal bin ich ein ganzer, bald ein halber Narr, und in der Narrheit schwäze ich manchmal so vieles und habe dann so Schwickhe (Maria, Prozessakte Nr. 82)
Ankläger und Richter waren Bürgermeister und Rat der Stadt Lindau. Am 3. Mai 1730 wurde sie in den Diebsturm verlegt und angekettet. Dort wurde sie von Jerg Loser (vermutlich einem der Wächter) zusätzlich der Hexerei beschuldigt. Am 14. Juni begann die Folter mit dem Entkleiden und der Suche nach einem Hexenmal. Schließlich beschuldigte sie der Scharfrichter, von ihr verhext worden zu sein. Nach der Folter lag sie stundenlang ohnmächtig auf dem Boden.
Ein 80-seitiges Rechtsgutachten der Tübinger Juristen-Fakultät empfahl am 27. Juli 1730 die Todesstrafe. Nach einem letzten Verhör am 2. August wurde Maria Madlener am 4. August 1730 auf der Galgeninsel mit dem Schwert hingerichtet.
D. Abraham Rader, Alexius Meher und Wolfgang Bensperg waren damals die Bürgermeister.

## Letzte Worte der Maria Madlener
Als letzte Worte sind ein Gebet von Maria Madlener überliefert: Ich bitte Gott und wünsche von ganzem Herzen, dass das liebe Vaterland [Lindau] dergleichen traurig Exempel nicht mehr erleben möge.